# Anastasio (rapper)
Marco Anastasio, noto come Anastasio (Meta, 13 maggio 1997), è un rapper italiano, vincitore della dodicesima edizione di X Factor.

## Biografia

### Primi anni
Nato il 13 maggio 1997, è originario di Meta, nella penisola sorrentina. Marco ha frequentato il liceo classico e si è laureato al corso di studi di Scienze agrarie, forestali e ambientali. La sua passione per l'hip hop e il freestyle lo portano nel 2015 a pubblicare, con il nome d'arte di Nasta MC, i suoi primi brani su YouTube, alcuni dei quali vengono raccolti nell'EP Disciplina sperimentale, prodotto da Gigi Emme. Il 20 marzo 2018 torna alla ribalta con il brano Come Maurizio Sarri, dedicato all'allora allenatore del Napoli e che ha riscosso notevole successo soprattutto tra i tifosi partenopei.

### X Factor eLa fine del mondo(2018-2019)
Cambiato nome in Anastasio, nel 2018 il rapper ha partecipato alla dodicesima edizione del talent show X Factor che, al termine della stagione, lo ha visto vincitore della competizione. Il 23 novembre 2018 viene pubblicato per il download digitale e trasmesso in rotazione radiofonica il singolo La fine del mondo, estratto dall'omonimo EP pubblicato il 14 dicembre dalla Sony Music. Il singolo, dopo aver raggiunto la vetta della classifica dei singoli italiana, è stato certificato doppio disco di platino dalla FIMI. L'8 febbraio del 2019 è stato ospitato a sorpresa al 69º Festival di Sanremo dove, dopo un monologo interpretato da Claudio Bisio, ha cantato in anteprima il nuovo singolo Correre. Prende parte come artista ospite al singolo Figli di nessuno (amianto) di Fabrizio Moro, pubblicato il 7 giugno 2019.

### Atto zeroe Festival di Sanremo (2019-2020)
Il 29 novembre 2019 Anastasio ha presentato il singolo Il fattaccio del vicolo del Moro, basato sul monologo Er fattaccio di Americo Giuliani e uscito come prima anticipazione al suo album di debutto. Nel febbraio 2020 ha partecipato al Festival di Sanremo 2020 con il brano Rosso di rabbia, classificandosi tredicesimo al termine della manifestazione. Il 7 febbraio 2020 è stato pubblicato l'album di debutto Atto zero, prodotto da Stabber, Alessandro Treglia e Slait e caratterizzato da sonorità che spaziano tra l'hip hop e il rock.

### MielemedicinaeLe macchine non possono pregare(2022-presente)
Il 14 gennaio 2022, dopo quasi due anni di silenzio musicale (dovuto come segno di protesta all'impossibilità di poter fare concerti a causa delle restrizioni dovute alla pandemia di COVID-19), Anastasio ha presentato il singolo Assurdo, volto ad anticipare il suo secondo album in studio. Intitolato Mielemedicina, il disco è stato pubblicato il 25 febbraio dello stesso anno e promosso da una tournée svoltasi lungo la penisola italiana nel mese di aprile. La pubblicazione del vinile di Mielemedicina, avvenuta il successivo 6 maggio, vede l'aggiunta degli inediti Rosso Malpelo e Miele di vespa, successivamente resi disponibili anche per il download digitale e lo streaming.
Il 16 giugno 2023 esce il singolo A-Profitto con l'etichetta Humble. È il primo brano di Anastasio da indipendente dopo la fine del contratto con Sony Music. L'anno seguente, dopo una breve scomparsa dalle scene, realizza un Rap Diario, ovvero tre freestyle che raccontano il suo viaggio in Asia.
Il 28 febbraio 2025, pubblica il singolo Una cosa semplice, seguito l'11 aprile 2025 dall'album Le macchine non possono pregare.

## Vita privata
Nel 2024 si è laureato in Scienze agrarie, forestali e ambientali presso il dipartimento di Agraria dell'Università degli studi di Napoli Federico II, sede di Portici.

## Discografia

### Album in studio
- 2020 – Atto zero
- 2022 – Mielemedicina
- 2025 – Le macchine non possono pregare

### EP
- 2015 – Disciplina sperimentale (pubblicato come Nasta MC)
- 2018 – La fine del mondo

### Singoli
Come artista principale
- 2018 – La fine del mondo
- 2019 – Correre
- 2019 – Il fattaccio del vicolo del Moro
- 2020 – Rosso di rabbia
- 2022 – Assurdo
- 2022 – E invece
- 2023 – A-Profitto
- 2025 - Una cosa semplice

Come artista ospite
- 2019 – Figli di nessuno (amianto) (Fabrizio Moro feat. Anastasio)